# Język dacki
Język dacki – wymarły indoeuropejski język starożytnej Dacji używany na terenach dzisiejszej Rumunii, północnej Bułgarii a także w części Węgier, Słowacji i Ukrainy. Język poświadczony tylko na kilku inskrypcjach oraz w toponimach bałkańskich, prawdopodobnie stanowił również substrat językowy dla języka rumuńskiego. Niektórzy badacze uważają język dacki za dialekt języka trackiego, z którym był blisko spokrewniony. Istnieje też teoria uznająca język dacki za przodka współczesnego języka albańskiego, chociaż rolę tę częściej przypisuje się językowi iliryjskiemu.